# Hollywood Tonight
Singles de Michael Jackson
Hold My Hand
(2010) Behind the Mask
(2011)
Hollywood Tonight est un single de Michael Jackson, sorti le 11 février 2011, extrait de l'album posthume Michael (2010). À noter que le titre de la chanson trouvé dans les notes personnelles de Michael Jackson était « Hollywood » et non « Hollywood Tonight ».

## Musique
La chanson démarre avec un chœur de voix chantant quelques notes, puis enchaîne sur un beatbox, enregistré par Michael Jackson, qui donne à la chanson sa rythmique soutenue. Cette ligne de percussion est rapidement rejointe par une basse et des effets sonores, et bien sûr la voix de Michael. Ce titre était annoncé comme un des points forts de l'album. Retravaillé pour la sortie de ce dernier, il avait été enregistré en 1999 mais était resté à l'état de projet.

## Clip
Le clip a été réalisé par Wayne Isham, sur les mêmes lieux où le réalisateur avait tourné le clip You Are Not Alone en 1995 (titre extrait de l'album HIStory). Il nous montre une jeune fille (incarnée par Sofia Boutella) serveuse dans un bar, qui est une fan de Michael Jackson et qui décide de partir passer des auditions pour devenir danseuse. Les chorégraphies sont inspirées de celles de Michael Jackson, avec des mouvements frénétiques et glissés. Les images du chanteur sont omniprésentes dans la vidéo. Tout comme les clips de Hold My Hand et Behind the Mask, ce clip a été souligné pour son manque d'originalité et sa banalité, sans comparaison avec les anciens clips de la star, qui étaient parfois des courts-métrages tels que Thriller et Bad. À noter que la musique diffère de la version album avec la ligne de batterie de Billie Jean rajoutée.

## Liste des pistes
| Korean CD Maxi Single (S10988C) / UE Digital EP | Korean CD Maxi Single (S10988C) / UE Digital EP | Korean CD Maxi Single (S10988C) / UE Digital EP | Korean CD Maxi Single (S10988C) / UE Digital EP | Korean CD Maxi Single (S10988C) / UE Digital EP | Korean CD Maxi Single (S10988C) / UE Digital EP | Korean CD Maxi Single (S10988C) / UE Digital EP | Korean CD Maxi Single (S10988C) / UE Digital EP | Korean CD Maxi Single (S10988C) / UE Digital EP | Korean CD Maxi Single (S10988C) / UE Digital EP |
| No                                              | Titre                                           | Durée                                           |                                                 |                                                 |                                                 |                                                 |                                                 |                                                 |                                                 |
| ----------------------------------------------- | ----------------------------------------------- | ----------------------------------------------- | ----------------------------------------------- | ----------------------------------------------- | ----------------------------------------------- | ----------------------------------------------- | ----------------------------------------------- | ----------------------------------------------- | ----------------------------------------------- |
| 1.                                              | Hollywood Tonight (Throwback Mix)               | 3:46                                            |                                                 |                                                 |                                                 |                                                 |                                                 |                                                 |                                                 |
| 2.                                              | Hollywood Tonight (DJ Chuckie Radio Edit)       | 3:54                                            |                                                 |                                                 |                                                 |                                                 |                                                 |                                                 |                                                 |
| 3.                                              | Hollywood Tonight (DJ Chuckie Remix)            | 6:02                                            |                                                 |                                                 |                                                 |                                                 |                                                 |                                                 |                                                 |
| 4.                                              | Hollywood Tonight (Radio Edit)                  | 3:46                                            |                                                 |                                                 |                                                 |                                                 |                                                 |                                                 |                                                 |
| 16:48                                           |                                                 |                                                 |                                                 |                                                 |                                                 |                                                 |                                                 |                                                 |                                                 |

| EU 7" Single (34-788083 / 88697880837) | EU 7" Single (34-788083 / 88697880837) | EU 7" Single (34-788083 / 88697880837) | EU 7" Single (34-788083 / 88697880837) | EU 7" Single (34-788083 / 88697880837) | EU 7" Single (34-788083 / 88697880837) | EU 7" Single (34-788083 / 88697880837) | EU 7" Single (34-788083 / 88697880837) | EU 7" Single (34-788083 / 88697880837) | EU 7" Single (34-788083 / 88697880837) |
| No                                     | Titre                                  | Durée                                  |                                        |                                        |                                        |                                        |                                        |                                        |                                        |
| -------------------------------------- | -------------------------------------- | -------------------------------------- | -------------------------------------- | -------------------------------------- | -------------------------------------- | -------------------------------------- | -------------------------------------- | -------------------------------------- | -------------------------------------- |
| 1.                                     | Hollywood Tonight (Throwback Mix)      | 3:46                                   |                                        |                                        |                                        |                                        |                                        |                                        |                                        |
| 2.                                     | Behind the Mask (Radio Edit)           | 3:36                                   |                                        |                                        |                                        |                                        |                                        |                                        |                                        |
| 7:22                                   |                                        |                                        |                                        |                                        |                                        |                                        |                                        |                                        |                                        |

| EU CD Single Epic 88697902982 (Sony) / (EAN 0886979029828) | EU CD Single Epic 88697902982 (Sony) / (EAN 0886979029828) | EU CD Single Epic 88697902982 (Sony) / (EAN 0886979029828) | EU CD Single Epic 88697902982 (Sony) / (EAN 0886979029828) | EU CD Single Epic 88697902982 (Sony) / (EAN 0886979029828) | EU CD Single Epic 88697902982 (Sony) / (EAN 0886979029828) | EU CD Single Epic 88697902982 (Sony) / (EAN 0886979029828) | EU CD Single Epic 88697902982 (Sony) / (EAN 0886979029828) | EU CD Single Epic 88697902982 (Sony) / (EAN 0886979029828) | EU CD Single Epic 88697902982 (Sony) / (EAN 0886979029828) |
| No                                                         | Titre                                                      | Durée                                                      |                                                            |                                                            |                                                            |                                                            |                                                            |                                                            |                                                            |
| ---------------------------------------------------------- | ---------------------------------------------------------- | ---------------------------------------------------------- | ---------------------------------------------------------- | ---------------------------------------------------------- | ---------------------------------------------------------- | ---------------------------------------------------------- | ---------------------------------------------------------- | ---------------------------------------------------------- | ---------------------------------------------------------- |
| 2.                                                         | Hollywood Tonight (Throwback Mix)                          | 3:48                                                       |                                                            |                                                            |                                                            |                                                            |                                                            |                                                            |                                                            |
| 3.                                                         | Hollywood Tonight (DJ Chuckie Remix)                       | 5:58                                                       |                                                            |                                                            |                                                            |                                                            |                                                            |                                                            |                                                            |
| 6:06                                                       |                                                            |                                                            |                                                            |                                                            |                                                            |                                                            |                                                            |                                                            |                                                            |